# Rio Cozăneşti
O Rio Cozăneşti é um rio da Romênia, afluente do Bistriţa, localizado no distrito de Suceava.